# Ooedigera peeli
Ooedigera peeli è un organismo estinto, appartenente ai vetulicoli. Visse nel Cambriano inferiore (circa 518 milioni di anni fa) e i suoi resti fossili sono stati ritrovati in Groenlandia. È considerato il più antico membro noto dei vetulicoli.

## Descrizione
Questo animale è noto solo per un fossile, ritrovato nel ben noto giacimento di Sirius Passet in Groenlandia. L'animale doveva essere lungo poco più di 4 centimetri, ed era dotato di un carapace a forma di uovo e di una coda a forma di remo, compressa lateralmente. Era molto simile ad altri vetulicoli ritrovati nel giacimento di Maotianshan, in Cina, in particolare a Vetulicola. Da quest'ultimo, però, si differenziava per il carapace ornato da numerosi tubercoli ben sviluppati, simili a quelli che si rinvengono in un altro vetulicolo cinese, Beidazoon venustum. La tafonomia del fossile indica inoltre che il tegumento dell'animale era più morbido rispetto a quello degli altri vetulicoli.

## Classificazione

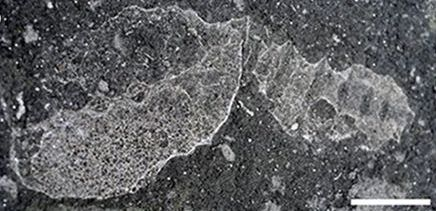
Fossile di Ooedigera peeli

Ooedigera peeli è stato descritto per la prima volta nel 2011 ed è il più antico vetulicolo finora noto. È anche uno dei pochi ritrovati al di fuori della Cina (gli altri sono i nordamericani Banffia e l'enigmatico Skeemella). Si suppone che Ooedigera fosse strettamente imparentato con il ben noto genere Vetulicola.

## Significato del nome
Il nome generico Ooedigera significa più o meno "uovo molto vecchio", con riferimento al fatto che il fossile è il più antico dei vetulicoli, animali a forma d'uovo. L'epiteto specifico è in onore di John S. Peel, per il suo lavoro nell'ambito della paleontologia in Groenlandia.